# Evandro da Silva
Evandro da Silva (Messias, 1997. január 14. –) brazil utánpótlás-válogatott labdarúgó, a Radnicski Kragujevac játékosa.

## Pályafutása

### Klubcsapatokban
Pályafutását hazájában, a Coritibában kezdte, ahol 2015. július 26-án mutatkozott be a felnőtt csapatban, az elkövetkezendő három évben pedig huszonegy bajnoki mérkőzésen háromszor volt eredményes a brazil élvonalban. 2018 nyarán igazolt a bolgár CSZKA Szofija csapatához, ahol két idény alatt ötven alkalommal lépett pályára a bolgár első osztályban és tizenkét gólt szerzett.

#### Fehérvár
2020 nyarán a MOL Fehérvár szerződtette. Két idényben 14 tétmérkőzésen három gólt szerzett.

### A válogatottban
2016. május 18-án lépett pályára először a brazil U20-as korosztályos válogatottban, amelynek színeiben összesen ötször szerepelt ezalaltt pedig három gólt szerzett. 

## Statisztika
2022. május 15-én frissíve.
| Klub            | Szezon         | Bajnokság     | Bajnokság | Országos kupa | Országos kupa | Nemzetközi kupa | Nemzetközi kupa | Egyéb         | Egyéb | Összesen      | Összesen |
| Klub            | Szezon         | Pályára lépés | Gól       | Pályára lépés | Gól           | Pályára lépés   | Gól             | Pályára lépés | Gól   | Pályára lépés | Gól      |
| --------------- | -------------- | ------------- | --------- | ------------- | ------------- | --------------- | --------------- | ------------- | ----- | ------------- | -------- |
| Coritiba        | 2015           | 10            | 3         | 3             | 1             | 0               | 0               | 0             | 0     | 13            | 4        |
| Coritiba        | 2016           | 11            | 0         | 0             | 0             | 2               | 1               | 6             | 1     | 19            | 2        |
| Red Bull Brasil | 2017           | 3             | 0         | 0             | 0             | –               | –               | 5             | 1     | 8             | 1        |
| Coritiba        | 2018           | 0             | 0         | 1             | 0             | 0               | 0               | 7             | 1     | 8             | 1        |
| Coritiba        | Összesen       | 21            | 3         | 4             | 1             | 2               | 1               | 13            | 2     | 40            | 7        |
| CSZKA Szofija   | 2018–19        | 20            | 2         | 4             | 2             | 1               | 1               | –             | –     | 25            | 5        |
| CSZKA Szofija   | 2019–20        | 30            | 10        | 5             | 0             | 5               | 3               | –             | –     | 40            | 13       |
| CSZKA Szofija   | Összesen       | 50            | 12        | 9             | 2             | 6               | 4               | 0             | 0     | 65            | 18       |
| Fehérvár        | 2020–2021      | 7             | 1         | 2             | 2             | 3               | 0               | –             | –     | 13            | 3        |
| Fehérvár        | 2021–2022      | 1             | 0         | 1             | 0             | 0               | 0               | –             | –     | 2             | 0        |
| Fehérvár        | Összesen       | 8             | 1         | 3             | 2             | 3               | 0               | 0             | 0     | 14            | 3        |
| Karrier összes  | Karrier összes | 82            | 16        | 16            | 5             | 11              | 5               | 18            | 3     | 127           | 29       |